# Final Fantasy – A harc szelleme
A Final Fantasy – A harc szelleme (eredeti cím: Final Fantasy: The Spirits Within) 2001-ben bemutatott amerikai–japán számítógépes animációs sci-fi film, amelyet Szakagucsi Hironobu és Szakakibara Motonori rendezett. Írói Al Reinert, Jeff Vintar és Szakagucsi Hironobu, a producerei Chris Lee és Szakai Akio, a zeneszerzője Elliot Goldenthal.
A mozifilm a Square Pictures gyártásában készült, a Columbia Pictures forgalmazásában jelent meg. Az Amerikai Egyesült Államokban 2001. július 2-án, Magyarországon 2001. augusztus 23-án mutatták be.

## Szereplők
| Szereplő              | Eredeti hang             | Magyar hang              |
| --------------------- | ------------------------ | ------------------------ |
| Dr. Aki Ross          | Ming-Na Wen              | Gubás Gabi               |
| Gray Edwards kapitány | Alec Baldwin             | Sinkovits-Vitay András   |
| Ryan                  | Ving Rhames              | Vass Gábor               |
| Neil                  | Steve Buscemi            | Háda János               |
| Jane                  | Peri Gilpin              | Tóth Enikő               |
| Dr. Sid               | Donald Sutherland        | Helyey László            |
| Hein tábornok         | James Woods              | Kőszegi Ákos             |
| Tanácstagok           | Keith David Jean Simmons | Rosta Sándor Vennes Emmy |
| Elliot őrnagy         | Matt McKenzie            | Csuja Imre               |